# محمد أمين خان الطوراني
ميان محمد أمين خان الطوراني (توفي 28 يناير 1721) هو أحد النبلاء في الهند المغولية، من أصول تعود إلى آسيا الوسطى. شغل منصب «صدر الصدور» أي رئيس الأوقاف الدينية خلال عهد السلطان أورنكزيب عالمگير، ثم شغل لفترة وجيزة منصب «الوزير الأعظم» في عهد السلطان ناصر الدين محمد شاه، وهو عم آصف جاه مؤسس دولة حيدر آباد.